# 마이크 로마노
마이클 데스포트 로마노(Michael Desport Romano, 1972년 3월 3일 ~ )는 미국 일리노이주 출신으로, 일본 프로 야구 히로시마 도요 카프, 한국 프로 야구 SK 와이번스를 거쳐 현재 미국으로 돌아가 지역 독립 리그에서 활동하고 있다.

## 경력
툴레인대학교 시절 유격수였으나 드래프트에서 1993년 토론토 블루제이스의 지명을 받고 입단하여 투수로 전향했다. 1999년 메이저 리그로 승격되었으나 부진한 성적(3경기 승패 없음, 5.1이닝 3삼진 5볼넷 8피안타 7자책점, 평균자책 11.81)을 거둔 채 강등되었다. 이후 애틀랜타 브레이브스로 팀을 옮겼으나 승격에 실패해, 2005년 일본 프로 야구 히로시마 도요 카프에 입단했다. 2시즌 동안 오른손 중간계투와 선발을 오가며 활약하였으나 팀내 입지가 좁아져 재계약에 실패했다. 2007년 KBO 리그 SK 와이번스와 계약하면서 히로시마 도요 카프 시절 동료였던 투수 케니 레이번과 함께 시즌을 시작하여, 12승 4패 평균자책 3.69를 기록하였다. 2007 시즌 SK 와이번스의 창단 첫 우승(인천 연고 구단 2번째 우승)에 일조했다. 스토브 리그 기간 동안 구단 프런트와 재계약 협상을 벌였지만, 과도한 계약금 요구로 재계약에 실패했다. 그를 대신하여 2008년 SK 와이번스는 일본 프로 야구 한신 타이거스에서 뛰었던 다윈 쿠비얀을 영입했다. 이후 로마노는 미국 독립 리그에서 뛰고 있다고 전해진다.
주무기는 슬라이더와 체인지업으로 홈 플레이트 근처에서의 공의 움직임이 좋고 경기 운영 능력도 뛰어나다는 평가다.

## 일본에서의 성적
| 시즌 | 팀       | 등번호 | 경기 | 승 | 패 | 세이브 | 삼진 | 평균자책 |
| ---- | -------- | ------ | ---- | -- | -- | ------ | ---- | -------- |
| 05   | 히로시마 | 32     | 27   | 5  | 4  | 1      | 48   | 4.54     |
| 06   | 히로시마 | 30     | 31   | 5  | 9  | 0      | 65   | 5.64     |
| 통산 | -        | -      | 58   | 10 | 13 | 1      | 113  | 5.19     |

## 같이 보기
- 히로시마 도요 카프
- SK 와이번스
- 케니 레이번